# Pardosa gastropicta
Pardosa gastropicta är en spindelart som beskrevs av Roewer 1959. Pardosa gastropicta ingår i släktet Pardosa och familjen vargspindlar.
Artens utbredningsområde är Kenya. Inga underarter finns listade i Catalogue of Life.